# James Halyburton (Politiker, † 1765)
James Halyburton of Pitcur and Firth (* nach 1707; † 10. Mai 1765) war ein schottisch-britischer Politiker.

## Leben
Er war der einzige Sohn und Erbe des Politikers James Halyburton, Gutsherr von Pitcur in Forfarshire. Obwohl sein Vater laut Familienaufzeichnungen bereits um 1742/43 gestorben sein soll, wurden ihm als dessen Erbe erst im Juli 1755 dessen Ländereien in Pitcur, einschließlich Hallyburton House, übertragen.
Er begann 1735 eine militärische Laufbahn als Infanterie-Offizier bei der British Army und stieg bis 1755 in den Rang eines zum Colonels auf.
Mithilfe seines Schwagers, James Douglas, 14. Earl of Morton, dem zeitweise der Besitz der Inselgruppen Orkney und Shetland zugesprochen war, wurde Halyburton zu den britischen Parlamentswahlen 1747 als Nachfolger des zwei Jahre zuvor verstorbenen Robert Douglas im Wahlkreis Orkney and Shetland aufgestellt. Er gewann das Mandat und vertrat den Wahlkreis bis 1754 im britischen House of Commons. Sein Nachfolger wurde Sir James Douglas, 1. Baronet. Auf Orkney erwarb er das Gut Firth bei Finstown.
Seine im Dezember 1735 geschlossene Ehe mit Anne Burnet blieb kinderlos. Als er 1765 ohne Nachkommen starb, erbte sein Großneffe Hamilton Halyburton Douglas seinen Besitz.